# Dave Kelly
David Kelly, detto Dave (Streatham, 13 marzo 1947), è un cantante e chitarrista inglese esponente del British blues.

## Biografia
Dave Kelly è un musicista inglese, nato a Streatham, a sud di Londra il 13 marzo 1947 e attivo attivo nella scena musicale inglese fin dagli anni sessanta. 
È un chitarrista, cantante e compositore che si è formato durante il fenomeno del British Blues.
Grande conoscitore della musica blues, i suoi maestri sono Mississippi Fred McDowell, Robert Johnson, Bukka White e i bluesman del Delta Blues. Si esibisce prevalentemente da solo e a volte forma un duo con la sorella Jo-Ann Kelly. Nella sua lunga carriera ha suonato anche in versione elettrica con i John Dummer Blues Band, i Tramp e The Blues Band (negli anni ottanta).

## Discografia
- Dave Kelly - "Keep it in the family" 1969
- AA.VV. - "Blues anytime - volume 1" 1969
- AA.VV. - "Blues anytime - volume 4" 1969
- Tramp - "Tramp" 1969
- Firepoint - "Firepoint" 1969
- Tramp - "Put on record on" 1970
- Dave Kelly - "Dave Kelly" 1971
- AA.VV. - "History of British Blues volume 1" 1973
- Dave Kelly - "Survivors" 1979
- Dave Kelly - "Willing" 1979